# Domingos Simões Pereira
Domingos Simões Pereira (Farim, 20 ottobre 1964) è un politico guineense.
Dal luglio 2014 all'agosto 2015 ha ricoperto la carica di Primo ministro della Guinea-Bissau.